# روبرتو آیالا
روبرتو فابیان آیالا (به اسپانیایی: Roberto Fabián Ayala) (زادهٔ ۱۴ آوریل ۱۹۷۳) بازیکن سابق اهل فوتبال آرژانتین است که در زمان حضورش در تیم ملی فوتبال آرژانتین کاپیتان این تیم بود. پست تخصصی او دفاع وسط می‌باشد.
او در سال ۲۰۱۰ به تیم ریسینگ کلاب آرژانتین رفت و در سال ۲۰۱۱ بازنشسته شد. از او به عنوان یکی از بهترین مدافعان دوره‌اش یاد می‌شود.